# Planta Alstroemeria
Planta Alstroemeria (abreviado Pl. Alströmeria) es un libro con ilustraciones y descripciones botánicas que fue escrito por el científico, naturalista, botánico y zoólogo sueco Carlos Linneo. Fue publicado en el año 1762.